# Venus y Adonis (Tiziano, Nueva York)
Venus y Adonis es una pintura al óleo sobre tela ( 106,7 x 133,4 cm), realizada en 1560 por el pintor italiano Tiziano Vecellio. Pertenece a la colección del Museo Metropolitano de Arte de Nueva York.

## Descripción y análisis
El joven Adonis no parece tan satisfecho por el amor de Venus, en cuanto aparece el amanecer, deja a la hermosa amante para ir de caza con los perros. Pronto, según el mito fue muerto por un jabalí y la diosa solamente pudo llorarle. Es una de las muchas versiones que Tiziano pintó para representar la historia de Venus y Adonis y su amor malogrado. Lo que interesaba al artista es una representación muy personal del mito: la caza, metáfora de la vida, puede ser peligrosa y lamentable: todo vale para el hombre la relación con Dios, pero a menudo es un presagio de la fatalidad.
Esta interpretación muy personal no necesariamente estaba de acuerdo con los gustos de la época. Es por eso que Tiziano, desde los años 50 del siglo XVI trabajó exclusivamente para Felipe II de España o para quedarse para él mismo las pinturas, incluso las rechazadas por el emperador. Este tema, sin embargo, debió ser un gran éxito, como ya ocurrió con el de Dánae, Tiziano realizó un cartón y una serie más o menos fiel de réplicas del original, conservado en el Museo del Prado de Madrid.
La historia, de donde se origina la pìntura, es de Ovidio y explica del joven Adonis de quien se enamora Venus: que un jabalí lo desventrará sin piedad.

## Otras versiones
Las versiones de Venus y Adonis realizadas por Tiziano, pueden dividirse en dos tipos generales: tipo «Prado» -lienzo conservado en el Museo del Prado- y el tipo «Farnesio», un lienzo perdido que fue pintado para la familia Farnese.
La imagen conservada en el Museo Metropolitano de Arte, pertenece a este segundo tipo, las diferencias más importantes con la versión del Prado son:
- la escena es más estrecha y el paisaje menos abierto;
- hay un arco iris en el cielo;
- los perros con correa son dos en vez de tres;
- el personaje de Adonis parece un adolescente;
- el hombro derecho de Adonis está cubierto;
- cupido no duerme, al contrario sigue la escena con atención;
- la superficie parece técnicamente menos homogénea y brillante, los contornos más vagos. De hecho esta versión, se remonta a diez años después de la del Prado y se puede observar la producción dell último tiempo de Tiziano, con la pintura de golpes rápidos y amplios y con destellos de luz.

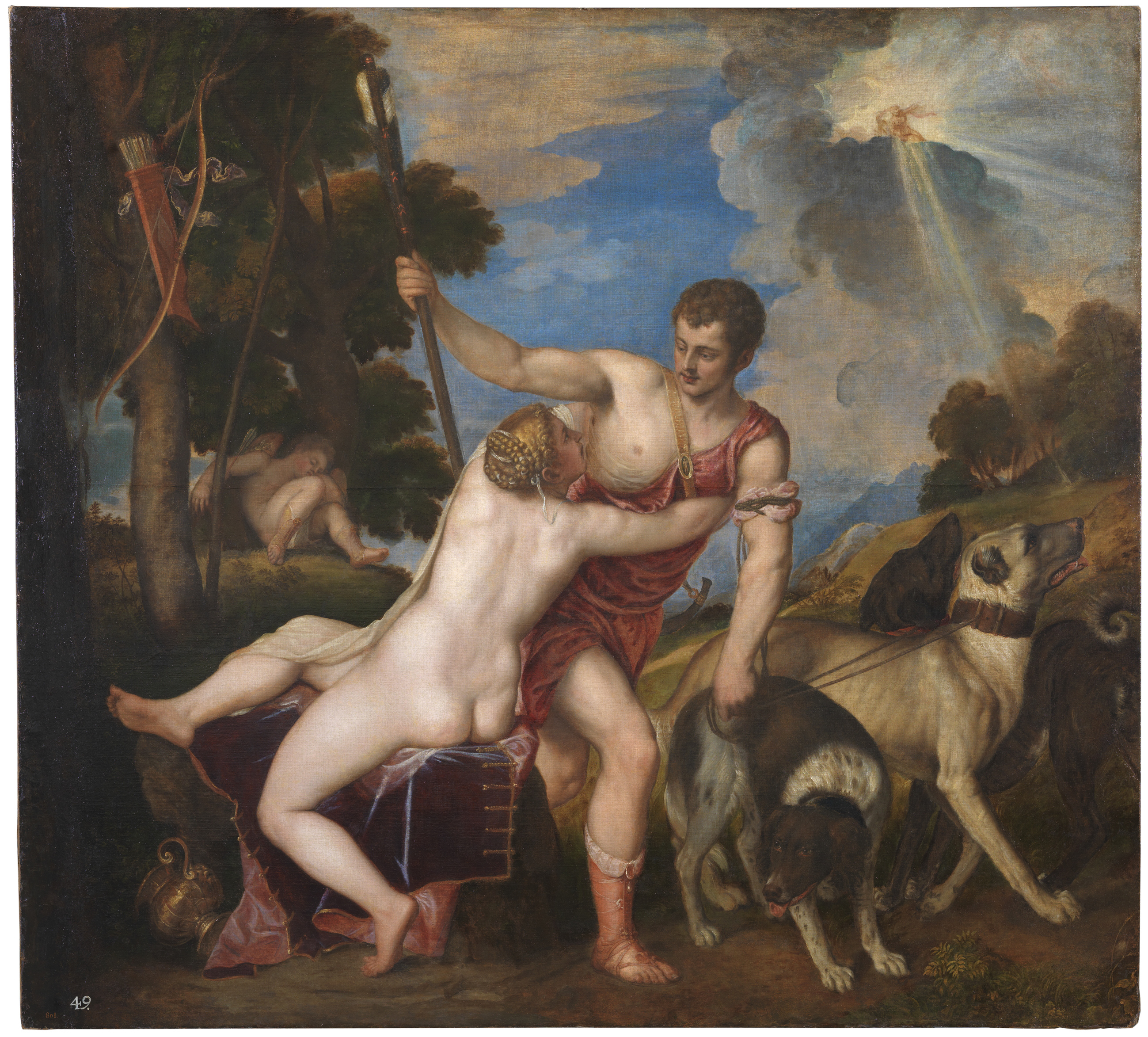
Tiziano Vecellio, Venus y Adonis, ca. 1553, Madrid, Museo del Prado
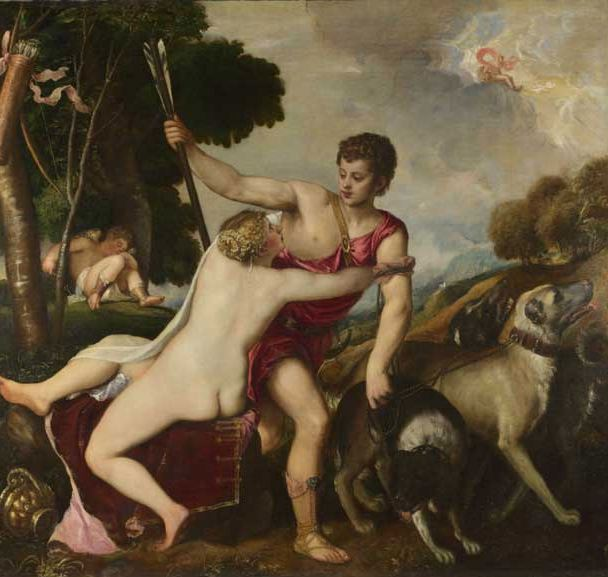
Tiziano Vecellio, Venus y Adonis, 1555, Londres, National Gallery
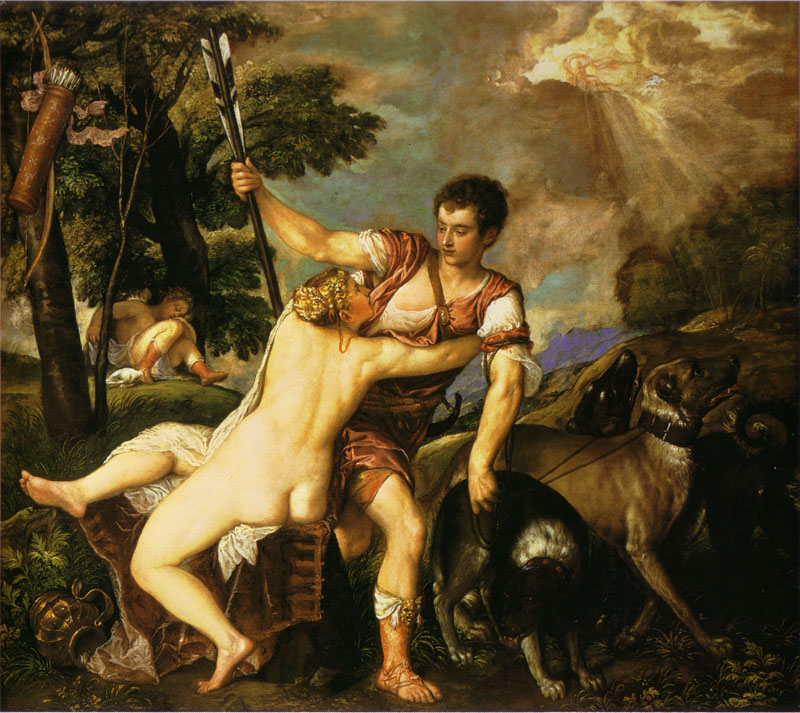
Tiziano Vecellio, Venus y Adonis, ca. 1560, Colección privada, temp. Oxford, Ashmolean Museum
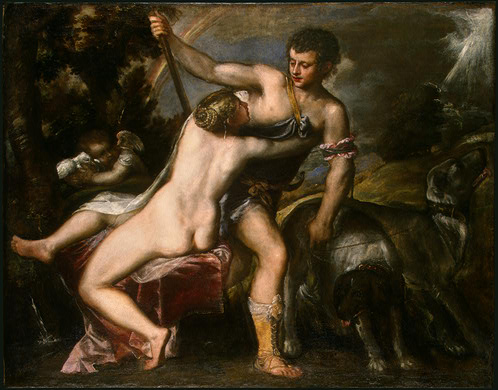
Tiziano Vecellio, Venus y Adonis, ca. 1560, Washington D.C., National Gallery of Art